# Corporación Nacional de Reparación y Reconciliación
Corporación Nacional de Reparación y Reconciliación fue una institución creada por la ley 19.123 que tuvo como tarea calificar personas ejecutadas como detenidos desaparecidos durante la dictadura militar en Chile.

## Informe de la Corporación
Luego de la presentación del Informe Rettig, el gobierno de Patricio Aylwin promulgó una ley de reparación, la ley 19.123 del 8 de febrero de 1992. Esta ley creó la Corporación Nacional de Reparación y Reconciliación se le encomendó calificar la posible condición de víctimas de aquellas personas respecto de las cuales a la Comisión Nacional de Verdad y Reconciliación (Comisión Rettig) no alcanzaron a ser calificadas en el Informe Rettig. En razón de que sus casos requirieron un mayor estudio como recabar información. Se debe considerar que la Comisión Rettig sólo tuvo unos meses para investigar y preparar su informe. El Informe de la Corporación Nacional de Reparación y Reconciliación en el año 1996 reconoció 899 nuevos casos, que corresponde a 776 personas ejecutadas y 123 detenidos desaparecidos. Sumado a las víctimas que fueron reconocidas en el Informe Rettig, se tiene un total de ambas comisiones de 3197 víctimas de la dictadura.
Luego de la entrega del Informe de la Corporación, la institución siguió funcionando bajo el nombre de “Programa continuación Ley 19.123”, conocido como el programa de Derechos Humanos que estuvo bajo la dependencia del Ministerio del Interior.